# エルンスト・シュルツ
エルンスト・シュルツ（Ernst Ludvig Emanuel Schultz、1879年5月15日 - 1906年6月20日）は、デンマークの陸上競技選手。1900年パリオリンピックの銅メダリストである。ヴァイレ県ホーセンス出身。

## 経歴
会計士として働きながら、クラブに所属し陸上競技を行っていた。1896年から1900年にかけてデンマーク選手権に出場し、1898年には150m走で3位。1899年には同種目でデンマークチャンピオンに輝いている。
1900年パリオリンピックでは400mにのみ出場した。15人がエントリーしたこの種目のうち8人がアメリカの選手であった。3組あった予選のうち、シュルツのいた組にはアメリカ選手はウィリアム・モロニー（en:William Moloney）1人だけであった。シュルツはモロニーに次いで2位で決勝進出を決めた。決勝に進出した6人のうち5人がアメリカの選手で、それ以外の国の選手はシュルツ1人であった。
7月15日に行われる決勝は日曜日に行われた。アメリカの選手は日曜日は安息日のため競技をすることが難しく、400mの決勝でも6人のうちモロニー、ディクソン・ボードマン（en:Dixon Boardman）、ハリー・リー（en:Harry Lee）の3人が競技を棄権した。3人で決勝は行われ、楽勝したアメリカの2選手に次いで、シュルツは最下位であったが3位となりメダルを獲得した。
その後、1902年のデンマーク選手権の100mで3位という記録を残している。1906年にロスキレ・フィヨルドで事故に遭い、27歳で死去した。